# Tongwan
Tongwan är en ort i Kina. Den ligger i provinsen Hunan, i den södra delen av landet, omkring 270 kilometer väster om provinshuvudstaden Changsha.
Runt Tongwan är det ganska tätbefolkat, med 166 invånare per kvadratkilometer. Närmaste större samhälle är Luyang, 18,2 km väster om Tongwan. I omgivningarna runt Tongwan växer i huvudsak blandskog.
Genomsnittlig årsnederbörd är 1 960 millimeter. Den regnigaste månaden är maj, med i genomsnitt 337 mm nederbörd, och den torraste är december, med 48 mm nederbörd.